# Sh2-21
Sh2-21 (nota anche come RCW 142) è una nebulosa a emissione visibile nella costellazione del Sagittario.
Si individua sul bordo occidentale della costellazione, a brevissima distanza dal centro galattico; si estende per circa 5 minuti d'arco in direzione di un ricco campo stellare non oscurato. Il periodo più indicato per la sua osservazione nel cielo serale ricade fra giugno e novembre; trovandosi a declinazioni moderatamente australi, la sua osservazione è facilitata dall'emisfero australe.
Si tratta di un'estesa regione H II situata in una regione molto interna della Via Lattea; la sua distanza di 8000 parsec (26000 anni luce) dal Sole corrisponde a una posizione estremamente vicina al centro galattico e alla radiosorgente Sagittarius A. Questa nebulosa ospita dei fenomeni di formazione stellare molto attivi: sono state individuate infatti al suo interno diverse sorgenti di radiazione infrarossa, coincidenti in gran parte con giovani stelle immerse nei gas; fra queste, cinque sono state individuate dall'IRAS e sono state catalogate come IRAS 17449-2855, IRAS 17456-2850, IRAS 17462-2845, IRAS 17458-2840 e IRAS 17470-2853. Fra queste, la terza sorgente corrisponde a una regione H II molto compatta chiamata [KC97c] G000.6-00.6, mentre l'ultima corrisponde alla regione ultracompatta [WHR97] 17470-2853, la quale ospita un maser con emissioni CH3OH.
Molte componenti stellari legate fisicamente a questa regione sono raggruppate in più ammassi aperti, individuati attraverso studi condotti all'infrarosso; fra questi spiccano [DB2000] 7, [DB2000] 10, [DB2000] 11 e [DB2000] 12. Attraverso un'analisi dettagliata di [DB2000] 11 è stato determinato un valore di distanza che si aggira sui 7600 parsec, confermando la posizione di Sh2-21 a breve distanza dal centro galattico. Secondo il catalogo delle regioni di formazione stellare compilato da Avedisova, a questa regione sarebbe associato anche l'ammasso aperto Cr 351, osservabile anche nella banda della luce visibile. Fra gli altri oggetti spiccano un secondo maser CH3OH, un maser OH e uno con emissioni H2O, più due nebulose oscure infrarosse catalogate come [DB2001] IRDN 1 e [DB2001] IRDN 2.